# Hesperange
Hesperange (Luxemburgs: Hesper, Duits: Hesperingen) is een gemeente in het Luxemburgse Kanton Luxemburg. De gemeente heeft een totale oppervlakte van 27,22 km² en telde 12.054 inwoners op 1 januari 2007.

## Evolutie van het inwoneraantal
| Jaar                              | 2001   | 2002   | 2003   | 2004   | 2005   |
| --------------------------------- | ------ | ------ | ------ | ------ | ------ |
| Inwoneraantal                     | 10.400 | 10.519 | 10.789 | 11.177 | 11.504 |
| Opmerking: tellingen op 1 januari |        |        |        |        |        |

## Plaatsen in de gemeente
- Alzingen
- Fentange
- Hesperange
- Howald
- Itzig
- Gantenbeinsmillen
- Itzigersté
- Sandweilergare

## Foto's

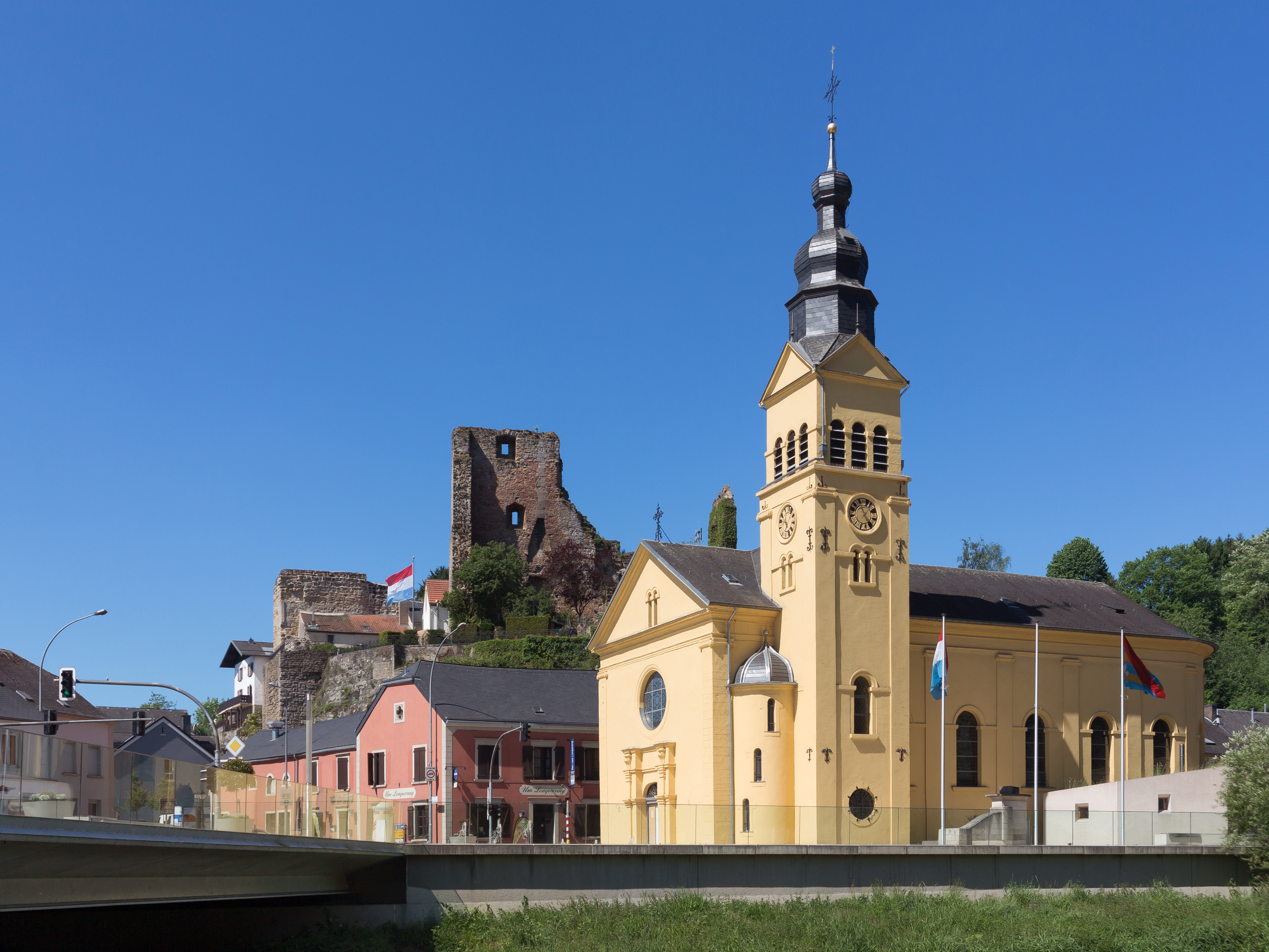
Hesperange, kerk (l'église de l'Assomption de la Bienheureuse-Vierge-Marie) met kastelruïne
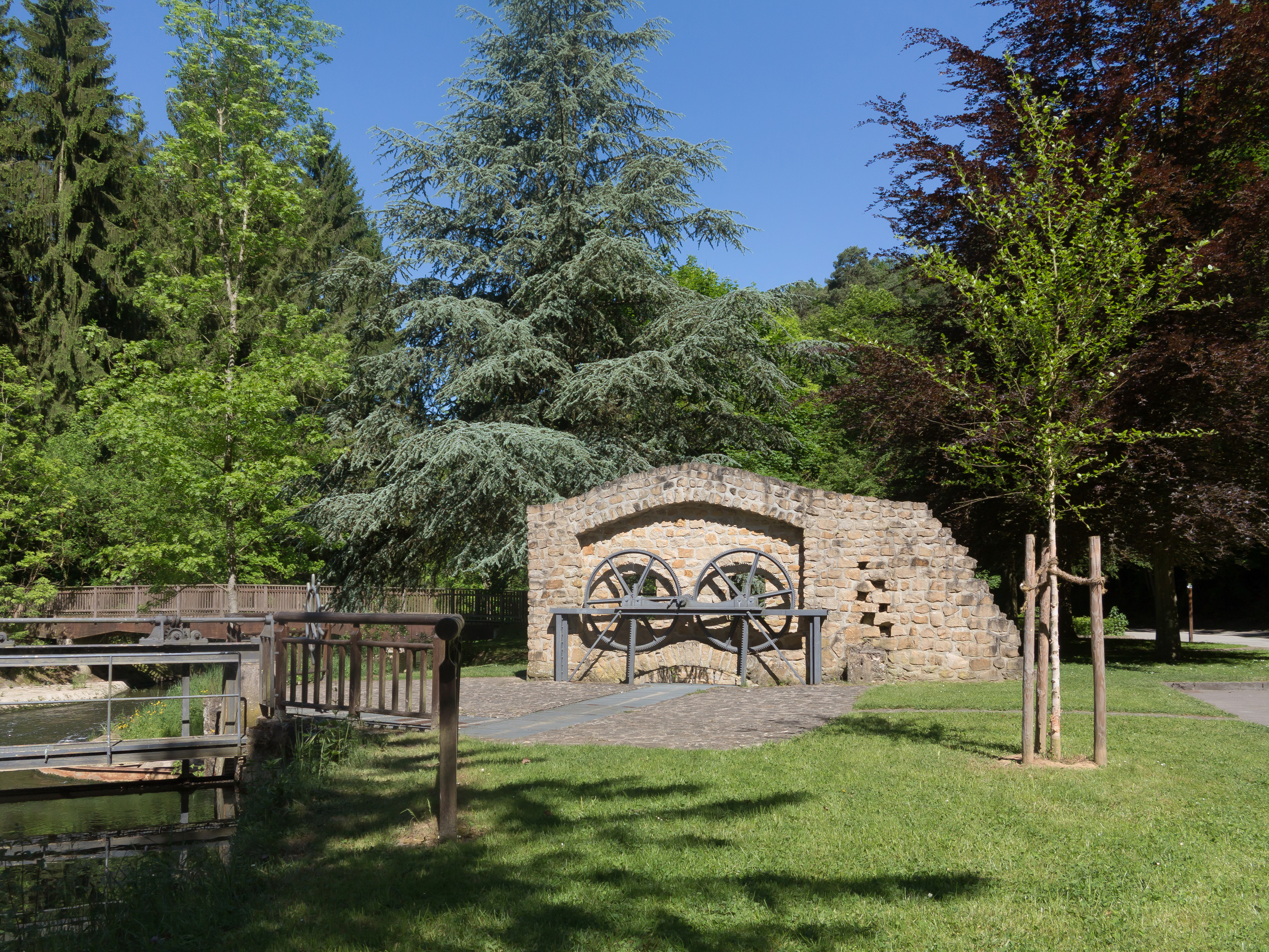
Itzig, watermolen
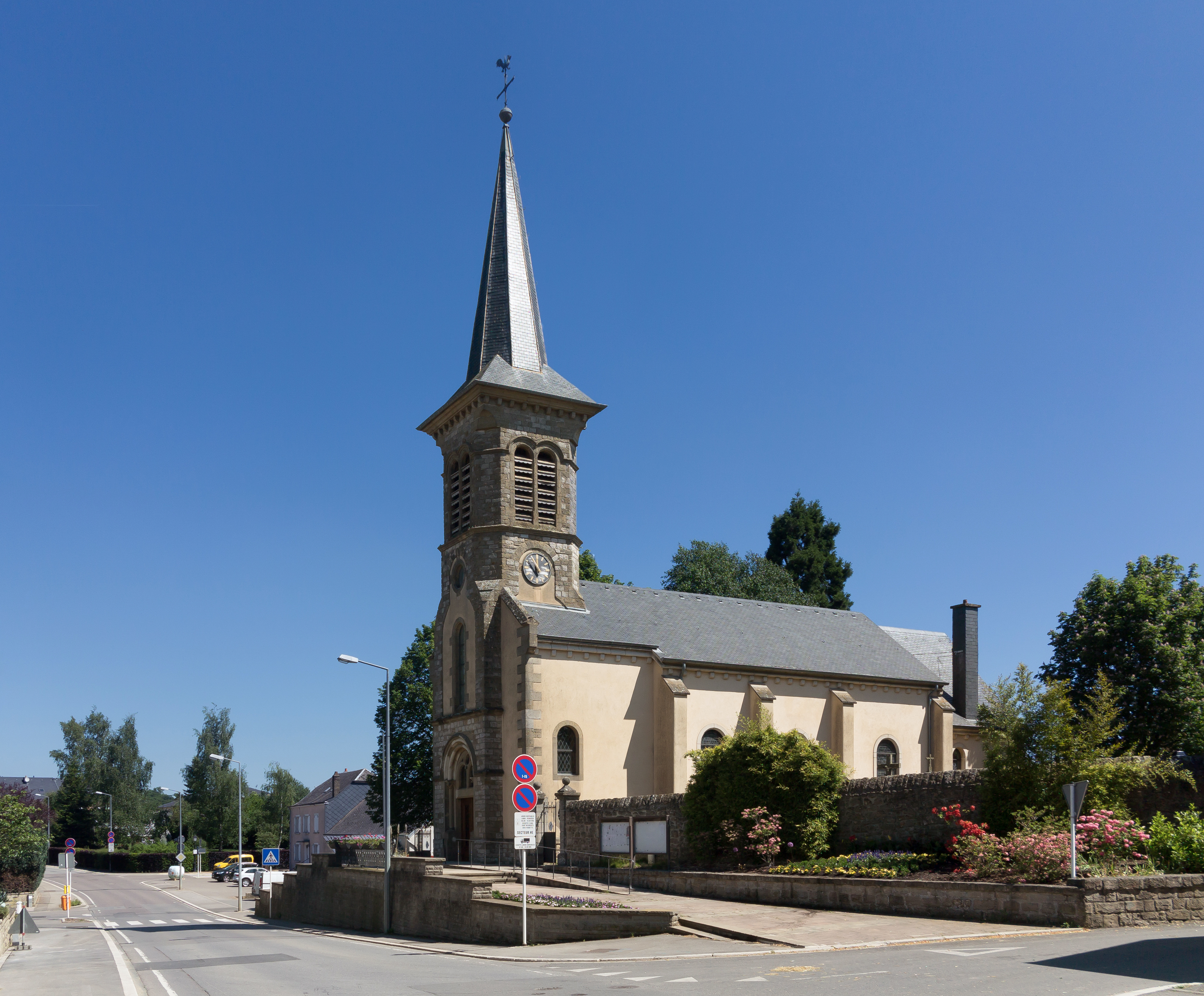
Fentange, kerk: l'église Saint-Luc

## Politiek
De gemeenteraad van Hesperange bestaat uit 15 leden (Conseilleren), die om de zes jaar verkozen worden volgens een proportioneel kiesstelsel.

### Resultaten
| 1999-2005 De 14 zetels zijn als volgt verdeeld:  | 2005-2011 De 15 zetels zijn als volgt verdeeld: | 2011-2017 De 15 zetels zijn als volgt verdeeld: |
| Bron: Ministerie van Binnenlandse Zaken / RTL.lu |                                                 |                                                 |

### Gemeentebestuur
Na de gemeenteraadsverkiezingen van 2011 trad een coalitie van CSV en DP, met 11 zetels, aan. Burgemeester werd Marc Lies (CSV).

## Geboren
- Adolphe Deville (1935-2002), kunstenaar